# Fernando Dias de Ávila-Pires
Fernando Dias de Ávila-Pires (* 6. Januar 1933) ist ein brasilianischer Mammaloge und Hochschullehrer.

## Leben
Ávila-Pires begann 1954 als Praktikant am Museu Nacional da Universidade Federal do Rio de Janeiro, noch während seines Studiums im Lehrgang für Naturgeschichte an der Nationalen Fakultät für Philosophie, Wissenschaften und Sprachen, wo er mit João Moojen zusammenarbeitete, der einen großen Einfluss auf seine Ausbildung hatte. Im darauffolgenden Jahr wechselte er an die Fakultät für Philosophie, Wissenschaften und Literatur der damaligen Universidade do Distrito Federal (heute UERJ), deren Abendkurse es ihm ermöglichten, weiterhin im Museum zu arbeiten. Im Jahr 1955 erhielt er Stipendien für den wissenschaftlichen Einstieg von der 1951 gegründeten Coordenação de Aperfeiçoamento de Pessoal de Nível Superior (CAPES) des Bildungsministeriums und vom Conselho Nacional de Pesquisas (Nationaler Forschungsrat), wobei er sich für letzteres entschied. Im Jahr 1957 veröffentlichte Ávila-Pires im Boletim do Museu Nacional eine Abhandlung über die Taxonomie und Nomenklatur der neotropischen Hirsche, die erste einer Reihe über diese Familie. Im selben Jahr wurde er als Forscher an der Universidade do Brasil angestellt. Im folgenden Jahr unternahm er seine erste wissenschaftliche Exkursion in Begleitung von Lauro Travassos vom Instituto Oswaldo Cruz nach Belém. Mit der Förderung der John Simon Guggenheim Memorial Foundation war er zwei Jahre lang am American Museum of Natural History tätig, wo er als Wissenschaftlicher Mitarbeiter Säugetiersammlungen in Museen und Universitäten in den Vereinigten Staaten studierte. Nach seiner Rückkehr nach Brasilien verbrachte er zwei Jahre in Viçosa als Professor an der neu gegründeten Escola Nacional de Florestas (Nationale Hochschule für Forstwirtschaft) und zwei Jahre in Belo Horizonte, wo er das Museu de História Natural da Universidade Federal de Minas Gerais aufbaute und leitete. In dieser Zeit leitete er die Kommission für die Reform des Studiengangs Naturgeschichte. Zudem promovierte er an der Universidade Estadual Paulista, gefördert vom Biologen Paulo Sawaya und mit der logistischen Unterstützung der Entomologin Maria Aparecida Vulcano. Vier Jahre lang war er Professor an der Universidade Estadual de Campinas und sechs Jahre lang an der Universidade Federal do Rio Grande do Sul. Im Jahr 1986 wurde Ávila-Pires Professor an der Escola Nacional de Saúde Pública der Stiftung Fundação Oswaldo Cruz (Fiocruz) und war von 1991 bis 1993 Vizepräsident der Stiftung. Im selben Jahr trat er in die Abteilung für Tropenmedizin des Instituto Oswaldo Cruz  ein. Als Mammaloge veröffentlichte er über Taxonomie, Zoogeographie und Ökologie von Nagetieren und Primaten. Auf Empfehlung von Moojen arbeitete er als Berater für die Panamerikanische Gesundheitsorganisation über die Pest in Peru. Mit Mario de Beaurepaire Aragão besuchte er Pestherde in Brasilien. Diese Tätigkeit weckte sein Interesse an anderen Zoonosen, bei denen Säugetiere als Reservoir oder Überträger fungieren, wie z. B. die Chagas-Krankheit, Leishmaniose, Schistosomiasis, Tollwut und bestimmte Arbovirosen des Amazonas. Ab 1968 war er an Postgraduiertenprogrammen beteiligt, betreute mehrere Master- und Doktorarbeiten, nahm an Prüfungsausschüssen teil und unterrichtete an mehreren Universitäten in Brasilien, Peru, Chile, Frankreich, Belgien und Schweden. Ab 1968 nahm er an Kongressen in Brasilien und im Ausland teil und war Mitglied mehrerer Gesellschaften und Kommissionen. Er war Gründungsmitglied der mammalogischen Gesellschaften von Argentinien und Venezuela. Neben der Herausgabe des Boletim do Museu de História Natural der Universidade Federal de Minas Gerais und der Cadernos de Saúde Pública des Fiocruz veröffentlichte er etwa 100 Artikel in Zeitschriften, Übersetzungen und Rezensionen, zwei Bücher über medizinische Ökologie (eines davon in Mexiko) und einen Bericht über Erfahrungen und Überlegungen zur Hochschullehre.
Ávila-Pires führte 1960 die monotypische Gattung Wilfredomys für die Wilfred-Maus (Wilfredomys oenax) ein. 1981 beschrieb er die Nagetierart Clyomys bishopi, die heute als Synonym der Breitkopf-Stachelratte (Clyomys laticeps) betrachtet wird.

## Dedikationsnamen
1966 benannte Philip Hershkovitz den Avila-Pires-Tamarin (Leontocebus fuscicollis avilapiresi) zu Ehren von Ávila-Pires.